# Typhlosaurus cregoi
Typhlosaurus cregoi är en ödleart som beskrevs av  George Albert Boulenger 1903. Typhlosaurus cregoi ingår i släktet Typhlosaurus och familjen skinkar.

## Underarter
Arten delas in i följande underarter:
- T. c. cregoi
- T. c. bicolor